# 헨나디 빌로디드
헨나디 흐리호로비치 빌로디드(우크라이나어: Генна́дій Григо́рович Білоді́д, 1977년 7월 22일~)는 우크라이나의 전직 유도 선수이다. 올림픽에 3회 참가했고 세계 선수권 대회에서 동메달 1개, 유럽 선수권 대회에서 금메달 2개를 획득했다.

## 개인사
딸인 다리야 빌로디드 또한 유도 선수이다.